# Эффект Зеебека

Термоэлектрический генератор (на элементах Пельтье) состоит из материалов с различными коэффициентами Зеебека (p- и n-полупроводников). При снятии нагрузки ток прекращается, и схема функционирует как термопара.

Термоэлемент из электронных проводников (чаще всего металлов) А и В, спаи (границы фаз) которых имеют абсолютные температуры T_{1} и T_{2}; V — измерительный прибор

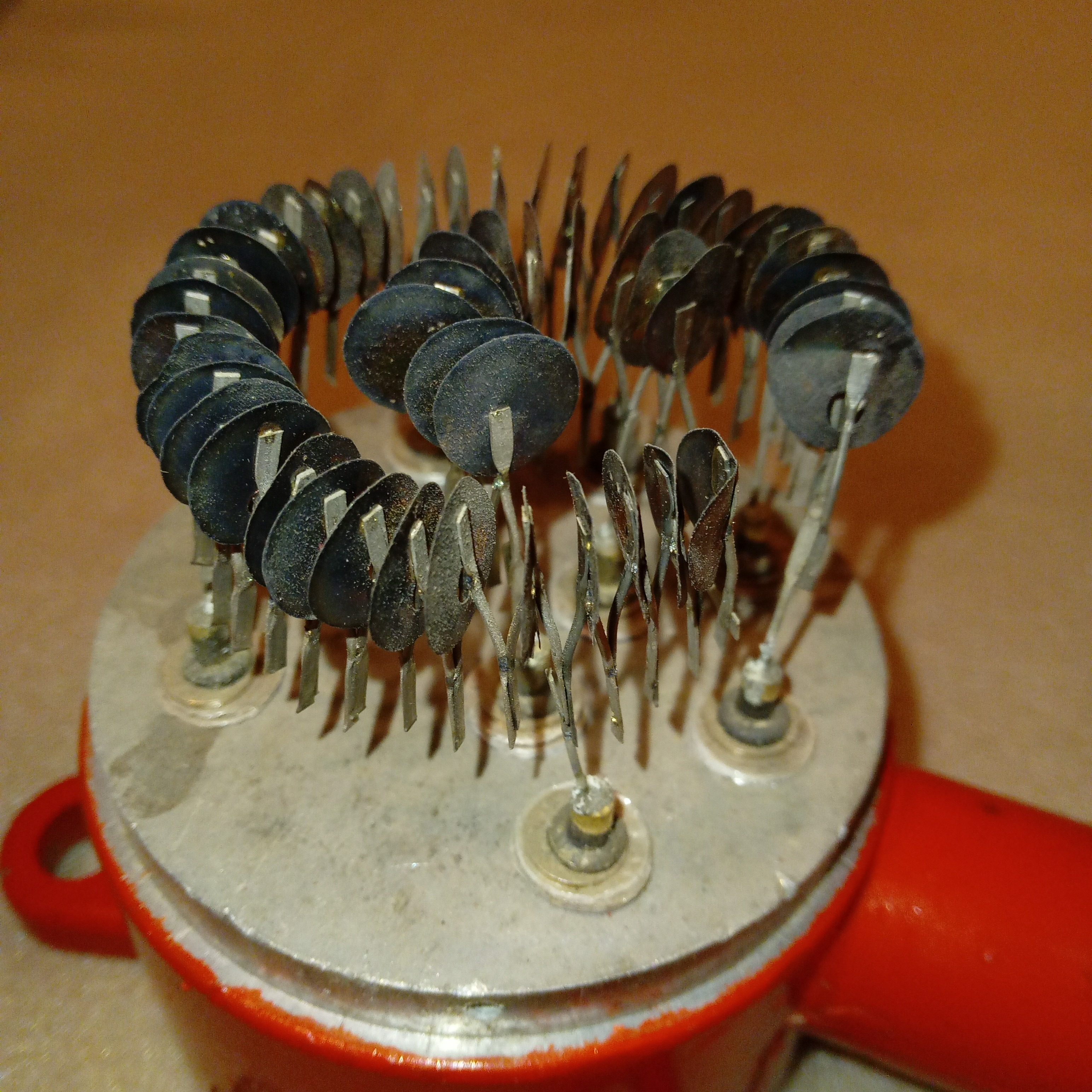
Работающий на эффекте Зеебека чувствительный элемент пожарного извещателя. Кружки на половине из термопар — коллекторы из серебра

Эффект Зеебека — явление возникновения ЭДС на концах последовательно соединённых разнородных проводников, контакты между которыми находятся при различных температурах.
Эффект Зеебека также иногда называют просто термоэлектрическим эффектом. Эффект, обратный эффекту Зеебека, называется эффектом Пельтье.

## История
Данный эффект был открыт в 1821 Т. И. Зеебеком. В 1822 году он опубликовал результаты своих опытов в статье «К вопросу о магнитной поляризации некоторых металлов и руд, возникающей в условиях разности температур», опубликованной в докладах Прусской академии наук.

## Описание
Эффект Зеебека состоит в том, что в замкнутой цепи, состоящей из разнородных проводников, возникает термо-ЭДС, если места контактов поддерживают при разных температурах. Цепь, которая состоит только из двух различных проводников, называется термоэлементом или термопарой.
Величина возникающей термо-ЭДС в первом приближении зависит только от материала проводников и температур холодного ({\displaystyle T_{1}}) и горячего ({\displaystyle T_{2}}) контактов.
В небольшом интервале температур термо-ЭДС {\displaystyle E} можно считать пропорциональной разности температур:
{\displaystyle E=\alpha _{12}(T_{2}-T_{1}),}
где {\displaystyle \alpha _{12}} — термоэлектрическая способность пары (или коэффициент термо-ЭДС).
В простейшем случае коэффициент термо-ЭДС определяется только материалами проводников, однако в общем случае он зависит и от температуры, и в некоторых случаях с изменением температуры {\displaystyle \alpha _{12}} меняет знак.
Более корректное выражение для термо-ЭДС:
{\displaystyle {\mathcal {E}}=\int \limits _{T_{1}}^{T_{2}}\alpha _{12}(T)dT.}
Величина термо-ЭДС составляет единицы милливольт на 100 °С разности температур спаев. Например, пара медь-константан даёт 4,28 мВ/100 °С, хромель-алюмель — 4,1 мВ/100 °С.

## Объяснение эффекта
Возникновение эффекта Зеебека вызвано несколькими составляющими.

### Объёмная разность потенциалов
Если вдоль проводника существует градиент температуры, то электроны на горячем конце приобретают более высокие энергии и скорости, чем на холодном; в полупроводниках, в дополнение к этому, концентрация электронов проводимости растет с температурой. В результате возникает поток электронов от горячего конца к холодному. На холодном конце накапливается отрицательный заряд, а на горячем остаётся нескомпенсированный положительный заряд. Процесс накопления заряда продолжается до тех пор, пока возникшая разность потенциалов не вызовет поток электронов в обратном направлении, равный первичному, благодаря чему установится равновесие.
ЭДС, возникновение которой описывается данным механизмом, называется объёмной ЭДС.

### Контактная разность потенциалов
Контактная разность потенциалов вызвана отличием энергий Ферми у контактирующих различных проводников. При создании контакта химические потенциалы электронов становятся одинаковыми, и возникает контактная разность потенциалов:
{\displaystyle U={\frac {F_{2}-F_{1}}{e}},}
где {\displaystyle F} — энергия Ферми,
{\displaystyle e} — заряд электрона.
На контакте тем самым существует электрическое поле, локализованное в тонком приконтактном слое. Если составить замкнутую цепь из двух металлов, то U возникает на обоих контактах. Электрическое поле будет направлено одинаковым образом в обоих контактах — от большего F к меньшему. Это значит, что если совершить обход по замкнутому контуру, то в одном контакте обход будет происходить по полю, а в другом — против поля. Циркуляция вектора Е тем самым будет равна нулю.
Если температура одного из контактов изменится на dT, то, поскольку энергия Ферми зависит от температуры, U также изменится. Но если изменилась внутренняя контактная разность потенциалов, то изменилось электрическое поле в одном из контактов, и поэтому циркуляция вектора Е будет отлична от нуля, то есть появляется ЭДС в замкнутой цепи.
Данная ЭДС называется контактная ЭДС.
Если оба контакта термоэлемента находятся при одной и той же температуре, то и контактная, и объёмная термо-ЭДС исчезают.

### Фононное увлечение
Если в твёрдом теле существует градиент температуры, то число фононов, движущихся от горячего конца к холодному, будет больше, чем в обратном направлении. В результате столкновений с электронами фононы могут увлекать за собой последние и на холодном конце образца будет накапливаться отрицательный заряд (на горячем — положительный) до тех пор, пока возникшая разность потенциалов не уравновесит эффект увлечения.
Эта разность потенциалов и представляет собой 3-ю составляющую термо-ЭДС, которая при низких температурах может быть в десятки и сотни раз больше рассмотренных выше.

### Магнонное увлечение
В магнетиках наблюдается дополнительная составляющая термо-ЭДС, обусловленная эффектом увлечения электронов магнонами.

## Использование
- Термоэлектрические преобразователи
- Термоэлектрогенераторы.